# Nederlandse kampioenschappen schaatsen afstanden 2008 - 1000 meter mannen
De Nederlandse kampioenschappen schaatsen afstanden 2008 - 1000 meter mannen worden gehouden op vrijdag 27 oktober 2008. Er zijn vijf plaatsen te verdelen voor de eerste twee Wereldbeker schaatsen 2007/08. Er zijn op deze afstand geen rijders met een beschermde status. In navolging van Jan Smeekens op de 500 meter, veroverde Simon Kuipers op de 1000 meter zijn eerste afstandstitel. De top 5 plaatsten zich voor de eerste twee wereldbekerwedstrijden.

## Uitslag[2]
| #      | Schaatser         | Tijd       |
| ------ | ----------------- | ---------- |
| Goud   | Simon Kuipers     | 1.09,59    |
| Zilver | Jan Bos           | 1.09,88    |
| Brons  | Erben Wennemars   | 1.10,00    |
| 4      | Mark Tuitert      | 1.10,15    |
| 5      | Remco Olde Heuvel | 1.10,89    |
| 6      | Sjoerd de Vries   | 1.10,96    |
| 7      | Rhian Ket         | 1.10,97    |
| 8      | Jacques de Koning | 1.11,04    |
| 9      | Pim Schipper      | 1.11,20 PR |
| 10     | Jurre Trouw       | 1.11,33    |

1987 · 
1988 · 
1989 · 
1990 · 
1991 · 
1992 · 
1993 · 
1994 · 
1995 · 
1996 · 
1997 · 
1998 · 
1999 · 
2000 · 
2001 · 
2002 · 
2003 · 
2004 · 
2005 · 
2006 · 
2007 · 
2008 · 
2009 · 
2010 · 
2011 · 
2012 · 
2013 · 
2014 · 
2015 · 
2016 · 
2017 · 
2018 · 
2019 · 
2020 · 
2021 · 
2022 · 
2023 · 
2024 · 
2025